# Khobz talian
Le khobz talian, littéralement « pain italien », est un type de pain tunisien similaire au pain brié normand.
Contrairement à ce que son nom indique, le khobz talian n'a pas aujourd'hui d'équivalent en Italie mais il est possible que son origine remonte à la période de l'Afrique normande au XIIe siècle. Par rapport à la version normande originale, il présente la particularité d'être parsemé de grains de nigelle avant la cuisson, ce qui lui procure un goût distinct.

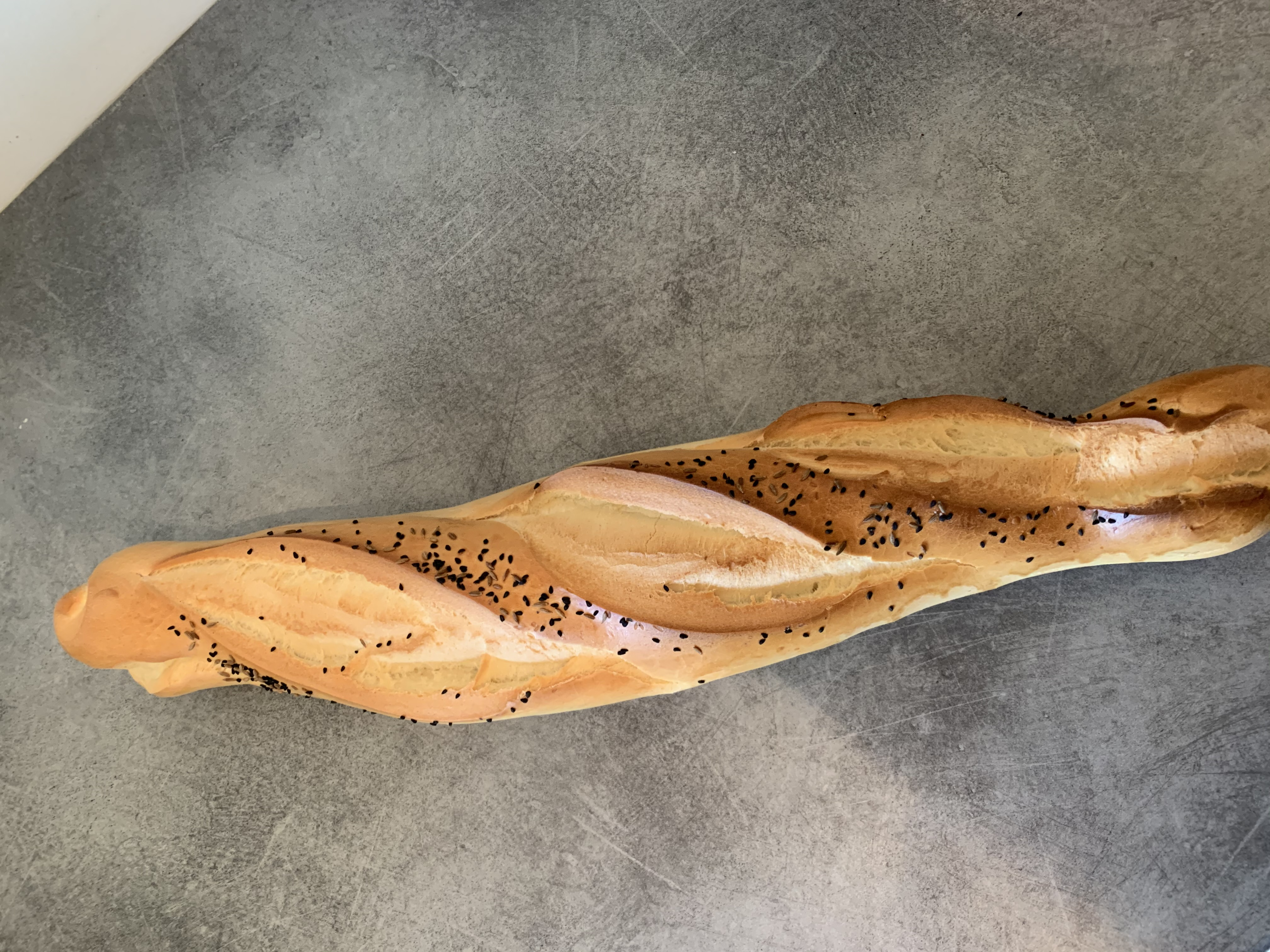
Khobz talian.
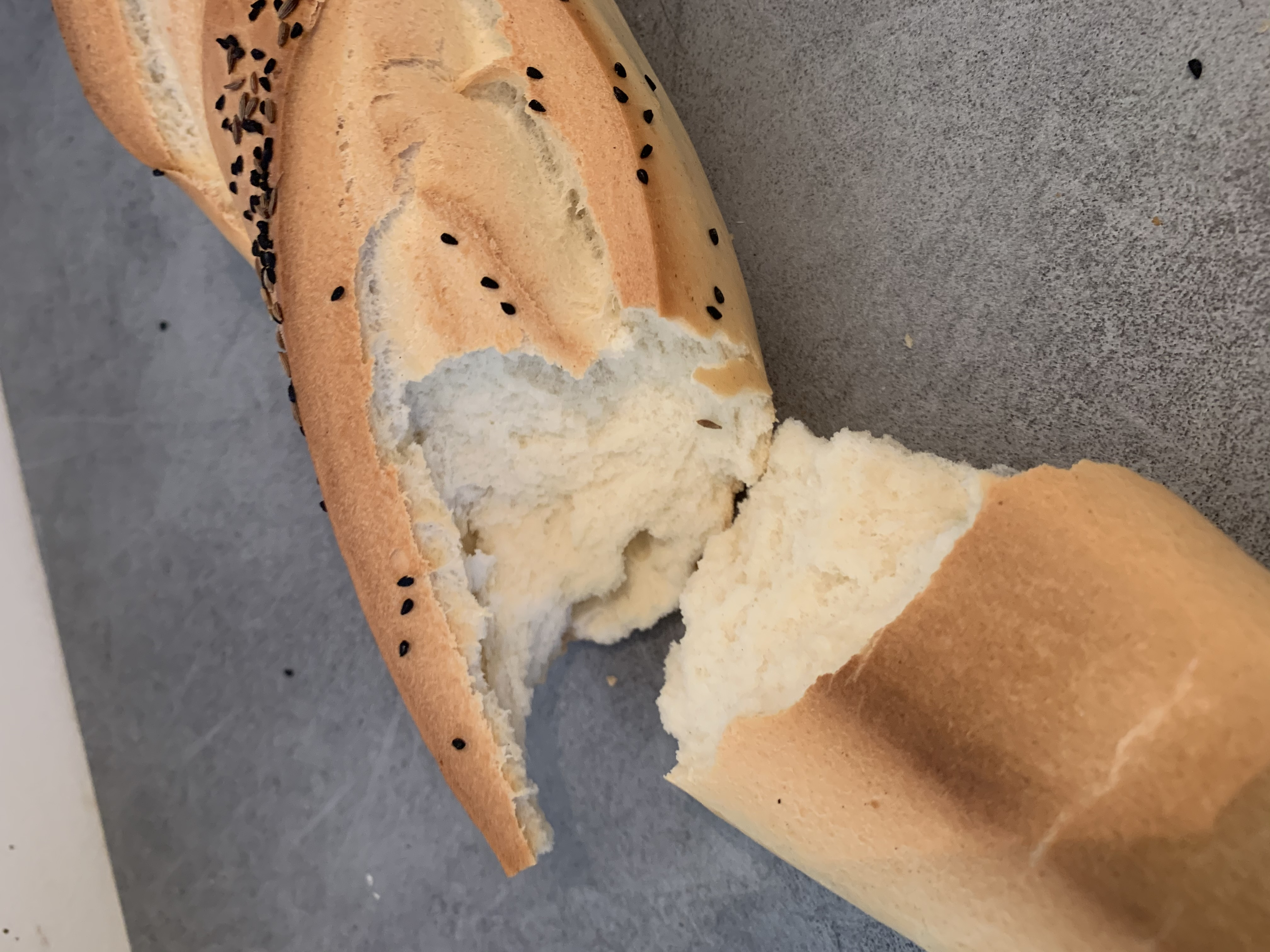
Mie du khobz talian.